# Qattunan

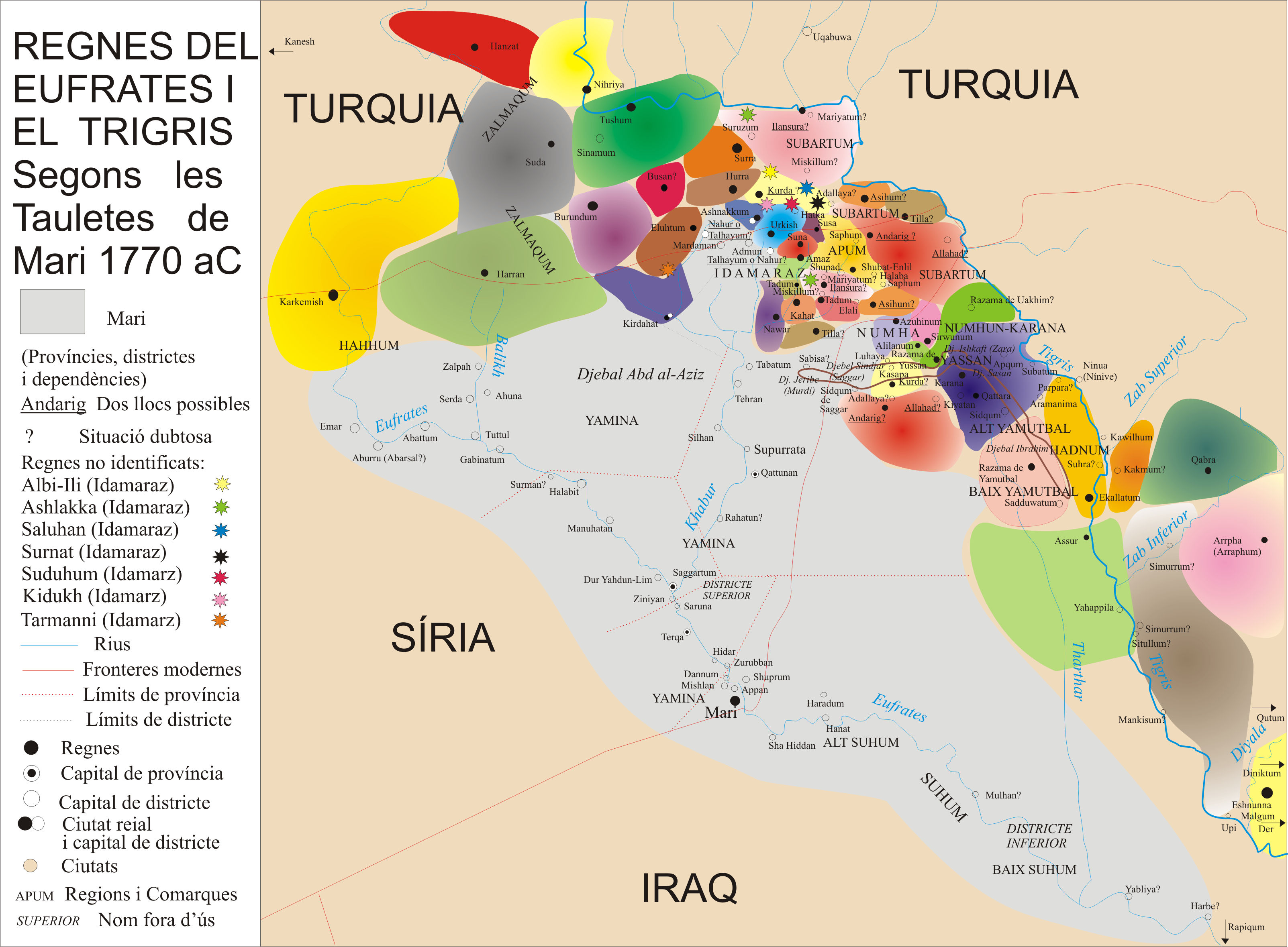
Mapa

Qattunan va ser una província del regne de Mari a la zona del Khabur. La capital era la ciutat del mateix nom, al miɡ de la conca del Khabur. El rei de Mari Yashmakhadad, fill de Xamxi-Adad I, que li havia cedit el govern de Mari, va incorporar el territori al seu regne. En aquesta època en va ser administrador Haqba-ahum, i Yadînum s'encarregava de la gestió del domini reial, probablement com intendent (abu bîtim). El cap de les pastures (merhûm) era Yarîm-Addu. El càrrec de cap de les pastures era freqüent en aquesta província on vivien molts nòmades sim'alites i iaminites.
A l'inici del regnat de Zimrilim (cap a l'any 1775 aC) es coneixen els noms dels governadors Akin-Urubam i Iddin-Annu; també s'esmenta un personatge de nom Aksak-Magir. Altres governadors van ser:
- Laum
- Hadni-Iluma
- Ilšu-nâṣir (Ilushu-natsir o Ilušu-naṣir) que després va ser governador de la província de Mari, cap als anys 1775 aC al 1771 aC
- Zakira-Hammu, del 1771 aC al 1764 aC aproximadament.
- Zimri-Addu, fill de La-Dinu, a l'any següent de deixar el govern va ser nomenat general de l'exèrcit de Mari a Babilònia sota Ibal-Pi-El que també havia estat cap de les pastures en dates incertes.
- Yatarum, que és el darrer governador conegut

A la província es va produir una revolta dirigida per Subisa, però no se sap en temps de quin governador.
Hi va haver també diversos intendents, entre els més importants destaquen Haqba-ahum, Sîn-mušallim i Iddin-Dagan.